# Ruslands autonome oblaster
Rusland er opdelt i 85 føderale enheder (субъе́кт(ы), subyekty), af hvilke 1 er kategoriseret som autonom oblast ("autonom provins"): Den jødiske autonome oblast